# Agnetina armata
Agnetina armata är en bäcksländeart som först beskrevs av Banks 1940.  Agnetina armata ingår i släktet Agnetina och familjen jättebäcksländor. Inga underarter finns listade i Catalogue of Life.